# اس‌اس کالابریا (۱۹۲۲)
اس‌اس کالابریا (۱۹۲۲) (به انگلیسی: SS Calabria (1922)) یک زیردریایی بود که طول آن ۴۵۸٫۷ فوت (۱۳۹٫۸ متر) بود. این زیردریایی در سال ۱۹۲۲ ساخته شد.